# Миколаївка (Чкаловська селищна рада)
Микола́ївка —  село в Україні, у Чкаловській селищній громаді Чугуївського району Харківської області. Населення становить 106 осіб. До 2016 орган місцевого самоврядування — Чкаловська селищна рада.

## Географія
Село Миколаївка знаходиться біля витоків річки Леб'яжа, нижче за течією примикає село Миколаївка (Леб'язький старостинський округ, Чугуївський район). На річці кілька загат. За 1,5 км від села проходить автомобільна дорога Н26, за 2,5 км розташована залізнична станція Пролісний.

## Історія
12 червня 2020 року, відповідно до Розпорядження Кабінету Міністрів України № 725-р «Про визначення адміністративних центрів та затвердження територій територіальних громад Харківської області», увійшло до складу Чкаловської селищної громади.
19 липня 2020 року, в результаті адміністративно-територіальної реформи та ліквідації Чугуївського району, село увійшло до складу новоствореного Чугуївського району Харківської області.
Село звільнене 7 вересня 2022 року київською теробороною за підтримки ЗСУ.

## Населення

### Мова
Розподіл населення за рідною мовою за даними перепису 2001 року:
| Мова       | Кількість | Відсоток |
| ---------- | --------- | -------- |
| українська | 103       | 97.17%   |
| російська  | 3         | 2.83%    |
| Усього     | 106       | 100%     |